# Castel Rendelstein
Castel Rendelstein o Rendlstein (Schloss Rendelstein o Rendlstein in tedesco) è un castello che sorge a Bolzano, in zona Sant'Antonio, a pochi passi da castel Klebenstein (o Sant'Antonio), lungo il corso della Talvera.

## Descrizione
Difficilmente - oggi - si direbbe un castello: si tratta di un casone di pietra grigia. In passato però si è trattato di un piccolo maniero nobiliare. Dalla parte del fiume si ergeva una torre merlata abitata, dall'altro lato il palazzo.
Nel 1859 due piani della torre vennero abbattuti, rendendola di fatto irriconoscibile. Oggi sono riconoscibili il palazzo e il muro di cinta verso la strada.

## Storia
Il castelletto fu costruito nel 1237 dai Vanga, come avamposto di Castel Roncolo, poi ceduto ad una famiglia della piccola nobiltà, i Rendelstein appunto, nelle mani del vassallo Corrado di Rendelstein. La prima menzione quale „Rennilstein“ è del 1278 nell'urbario dell'abbazia di Novacella presso Bressanone. Gli omonimi ministeriali appaiono nel 1294 con Schwiker di „Renlistein“.
Nel XVI secolo il castello fu di proprietà degli Schidmann, poi cambiò frequentemente proprietà, fino a diventare proprietà della famiglia von Kofler nel XIX secolo. Veniva gestito per una certa fase come trattoria ("zum Gschlössl") da contadini e al suo interno vi sono delle abitazioni private.